# Lancia Delta S4
De Lancia Delta S4 is een rallyauto die door Lancia werd ingezet tijdens het Groep B-segment in het Wereldkampioenschap Rally, in de seizoenen 1985 en 1986. De auto won in totaal vier WK-rally's en Lancia werd er in 1986 vice-wereldkampioen mee in het constructeurskampioenschap.
Er is van 1985 tot 1986 ook een straatversie van gebouwd, simpel genaamd de Lancia Delta S4 Stradale.

## Geschiedenis
Lancia was het eerste automerk dat een Groep B auto introduceerde in het Wereldkampioenschap Rally, toen ze in het seizoen 1982 de Rally 037 debuteerde in Corsica. De achterwielaangedreven Rally 037 was in eerste instantie competitief, en wist in het seizoen 1983 zelfs Audi te verslaan voor de winst in het constructeurskampioenschap. Daarna ontstond er echter een teruggang, toen menig concurrentie met innovatiever en simpelweg sneller materiaal kwam aanzetten. Lancia besloot daarom in 1984 te beginnen aan de ontwikkeling van een vierwielaangedreven auto.
Het model werd gebaseerd op de originele Delta-straatversie van Lancia, maar kende ondanks de naam weinig overeenkomsten, en werd dit voornamelijk gedaan voor commerciële doeleinden. In tegenstelling tot de achterwielaandrijving van de Rally 037, beschikte de Delta S4 over vierwielaandrijving, iets waar Audi en Peugeot al een tijd hun voordeel uit trokken. De auto maakte gebruik van zowel een compressor als een turbo, om zodoende bij een laag toerental de turbodruk zo hoog mogelijk te houden; een uniek systeem voor de tijd. De motor werd centraal geplaatst en produceerde naar officiële cijfers 550 Pk. De carrosserie bestond in haar geheel uit kevlar-materiaal en kon zowel aan de voor- als achterzijde losgemaakt worden van haar basis, zodat er bij schade of reparaties sneller kon worden gehandeld. Verder werd de carrosserie geholpen door verschillende aerodynamische onderdelen, waaronder luchtinlaten met een Gurney Flap, een flexibele voor-skirt, voor- en achtervleugel, de laatstgenoemde die aan elk uiteinde uitkwam op een luchthapper aan de zijkant van de auto. De deuren bestonden net als bij de Rally 037 uit een hol kevlar-frame, die binnenin geen bekleding had. Deze had geen conventionele deurklink, maar werd geopend met een kleine lus en de ramen waren gemaakt van doorzichtige harde kunststof - een gewoonte bij Groep B auto's - met een klein schuifpaneel voor ventilatie of voor het doorgeven van tijdkaarten of dergelijke zaken. Om in aanmerking te komen voor homologatie, moesten er minimaal 200 straatversies van de Delta S4 worden gebouwd.

### Competitief
De ontwikkeling van de Delta S4 die in 1984 begon, verliep gaandeweg veel vertraging op. De auto maakte uiteindelijk zijn debuut halverwege 1985, tijdens de Franse Mille Pistes Rally, een evenement waar vaker prototypes aan de start verschenen. De auto werd daarna ingezet in enkele nationale rally's, waaruit bleek dat de auto snel maar onbetrouwbaar was. Het originele WK-debuut van de Delta S4 moest komen in Finland, maar het was pas in de laatste ronde van het kampioenschap in Groot-Brittannië dat de auto eindelijk haar opwachting kon maken in het WK. Met rijders Henri Toivonen en Markku Alén greep Lancia gelijk naar een één-twee en daarmee natuurlijkerwijs naar de eerste WK-overwinning voor de Delta S4.
Het seizoen 1986 werd gestart zoals 1985 eindigde. Toivonen won met overtuiging de openingsronde in Monte Carlo en Alén eindigde als tweede in de daaropvolgende ronde in Zweden. De goede reputatie van de auto werd echter flink geschaad toen Toivonen en navigator Sergio Cresto dodelijk verongelukten in Corsica, terwijl het duo aan de leiding lag van het evenement. De auto raakte op vrijdag 2 mei 1986 (één klokslag voor 15:00 uur) tijdens de tweede dag van de rally op klassementsproef 18, van de weg na een gemiste bocht naar links en viel een ravijn in om vervolgens bij stilstand prompt tot explosie te komen. Door het snel-brandend kevlar-materiaal bleef er niet veel over van de auto. Het bleek later dat de benzinetank onzorgvuldig beschermd was en dat die in de val met gemak door bomen en stronken werd doorboord. Dit ongeluk werd de directe aanleiding voor de overkoepelende autosport organisatie FIA om de Groep B klasse te verbieden voor competitie ingaand vanaf het seizoen 1987. Desondanks vocht Lancia de rest van het jaar het kampioenschap uit met voornaamste concurrent Peugeot, en wonnen met Alén in eerste instantie zowel het rijders- als constructeurskampioenschap, totdat de resultaten van de dat jaar verreden rally in San Remo door een irreguliere fout van de technische keuring werd geannuleerd, en daarbij de punten van winnaar Alén en Lancia werden ingetrokken, en zo het kampioenschap ging naar Peugeot en rijder Juha Kankkunen.
De oorspronkelijke opvolger van de Delta S4 moest vanaf het seizoen 1988 de Groep S Delta ECV worden, maar ook deze klasse werd tegelijkertijd met Groep B stopgezet. Vanaf het seizoen 1987 werd de Groep A Delta HF4WD de opvolger van de S4, een auto die wel puur gebaseerd was op het productiemodel, en die Lancia tussen 1987 en 1992 nog aan zes constructeurstitels hielp. De Delta S4 werd tot aan 1992 nog in privé-gebruik in rallycross evenementen ingezet.

## Galerij

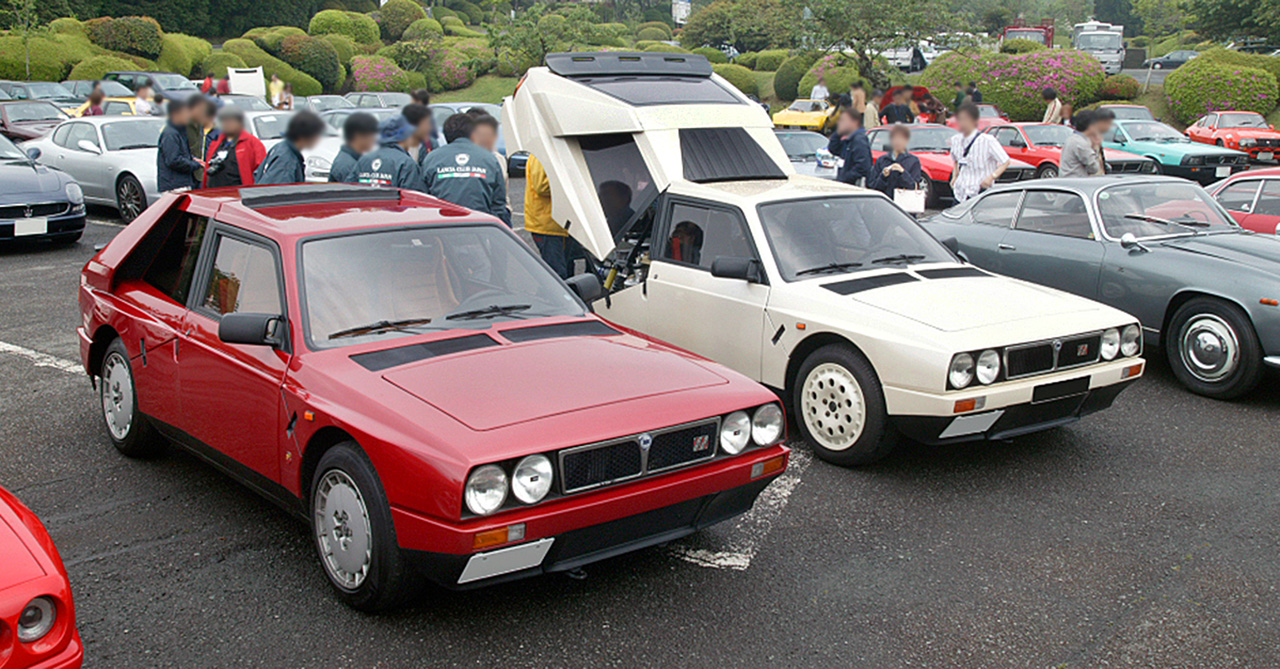
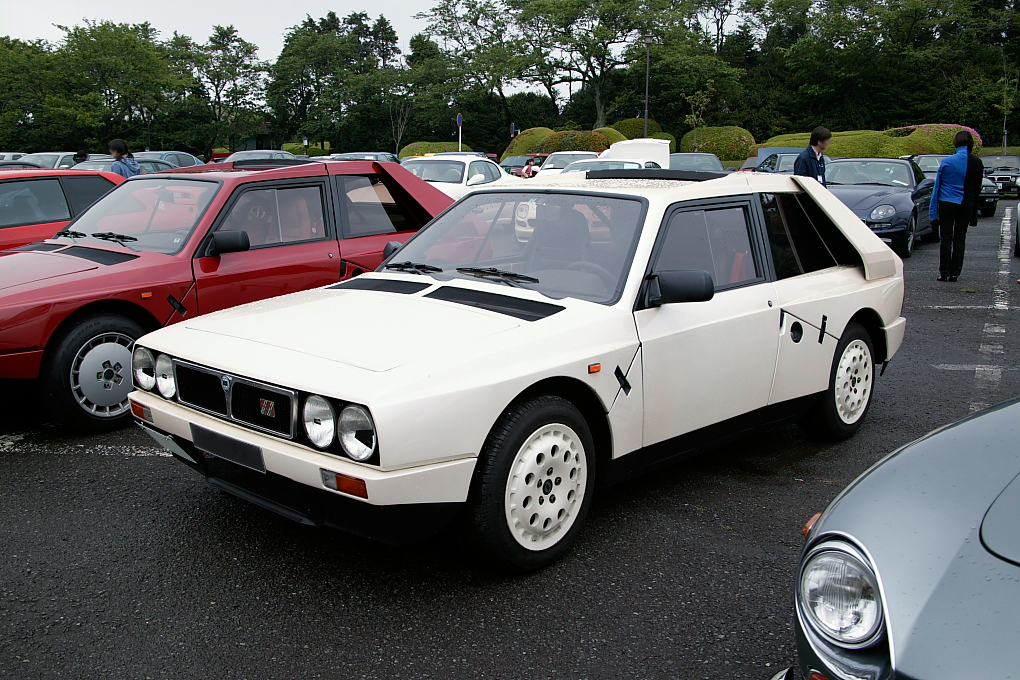
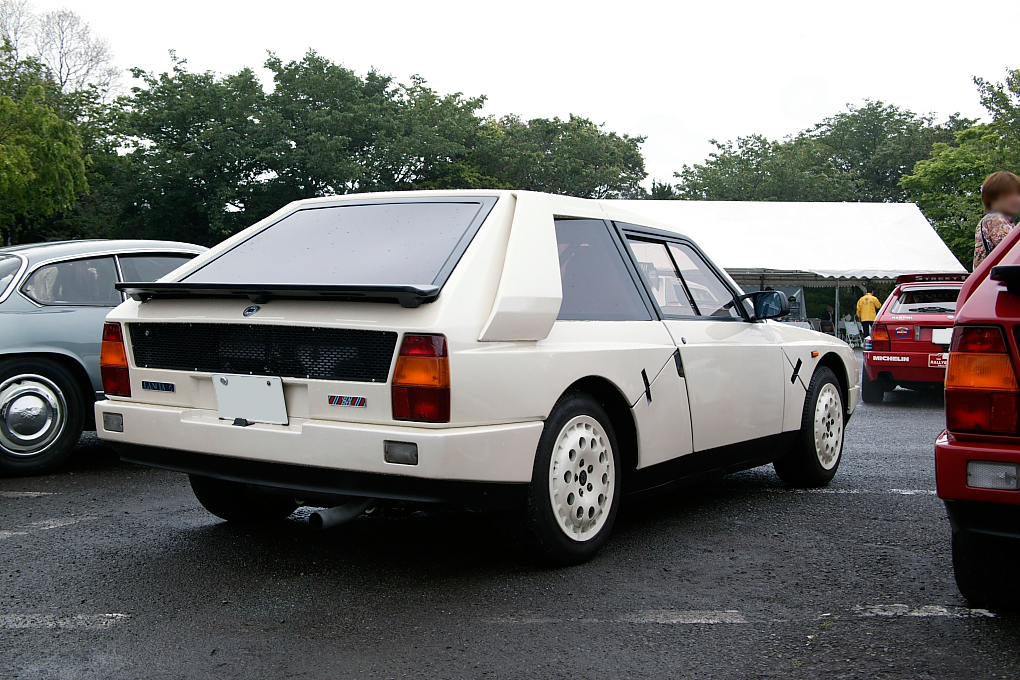
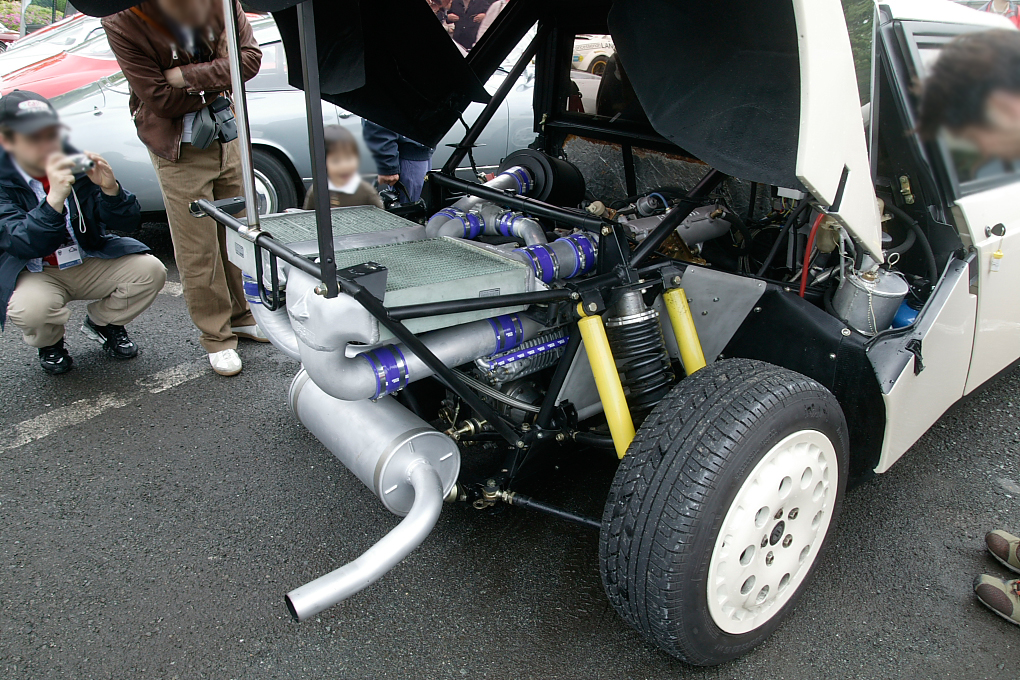
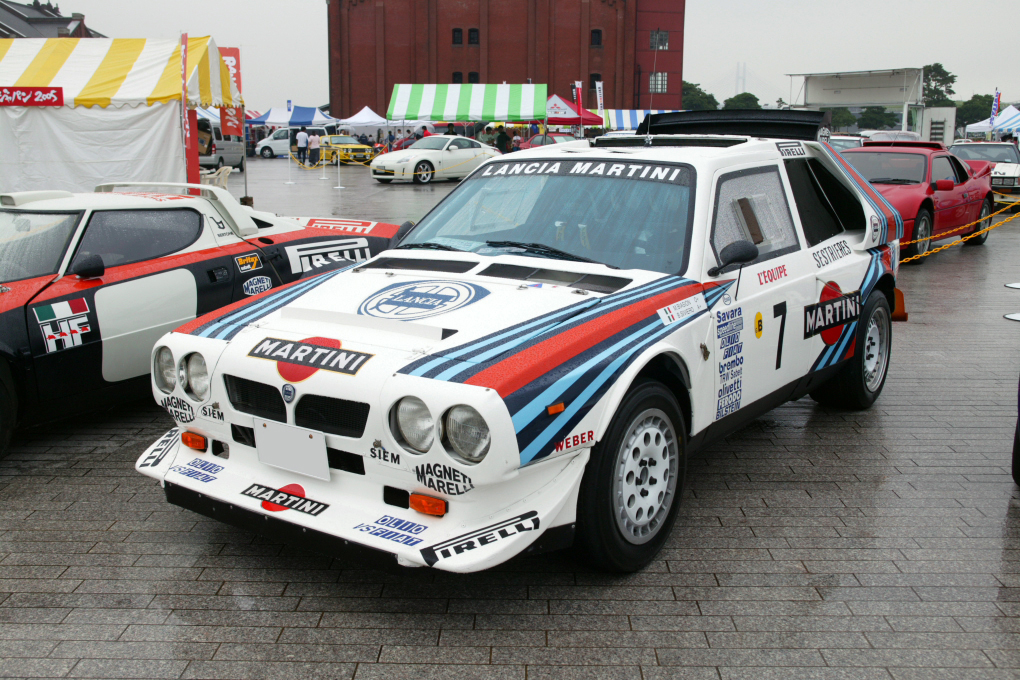
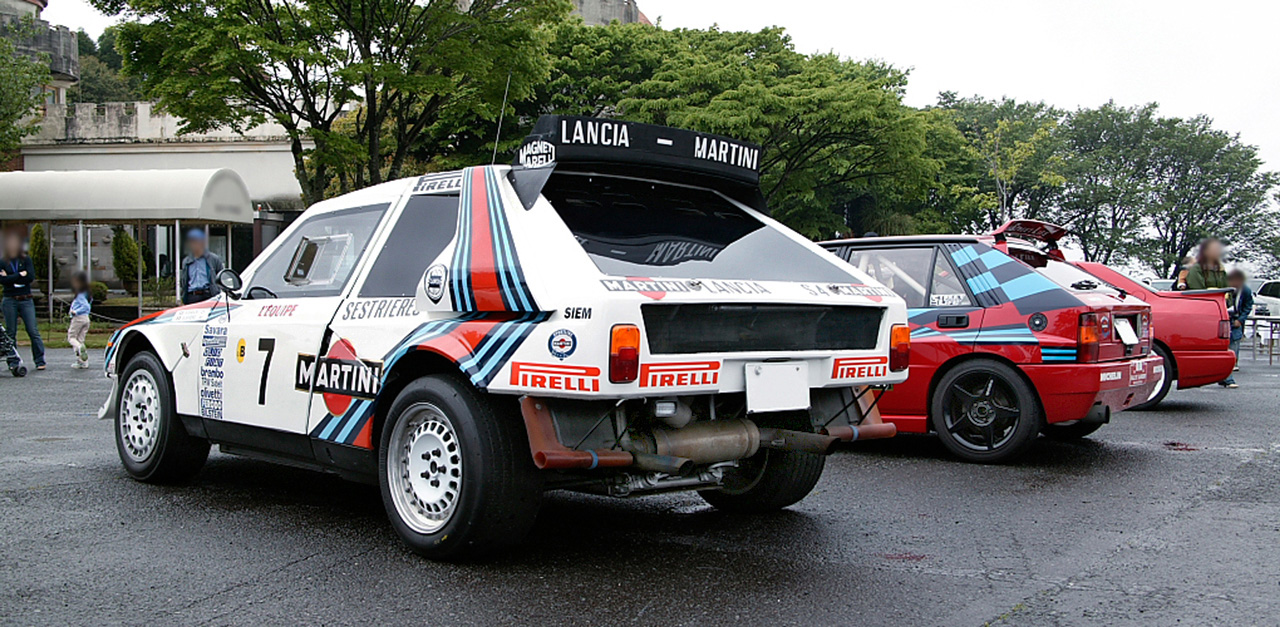
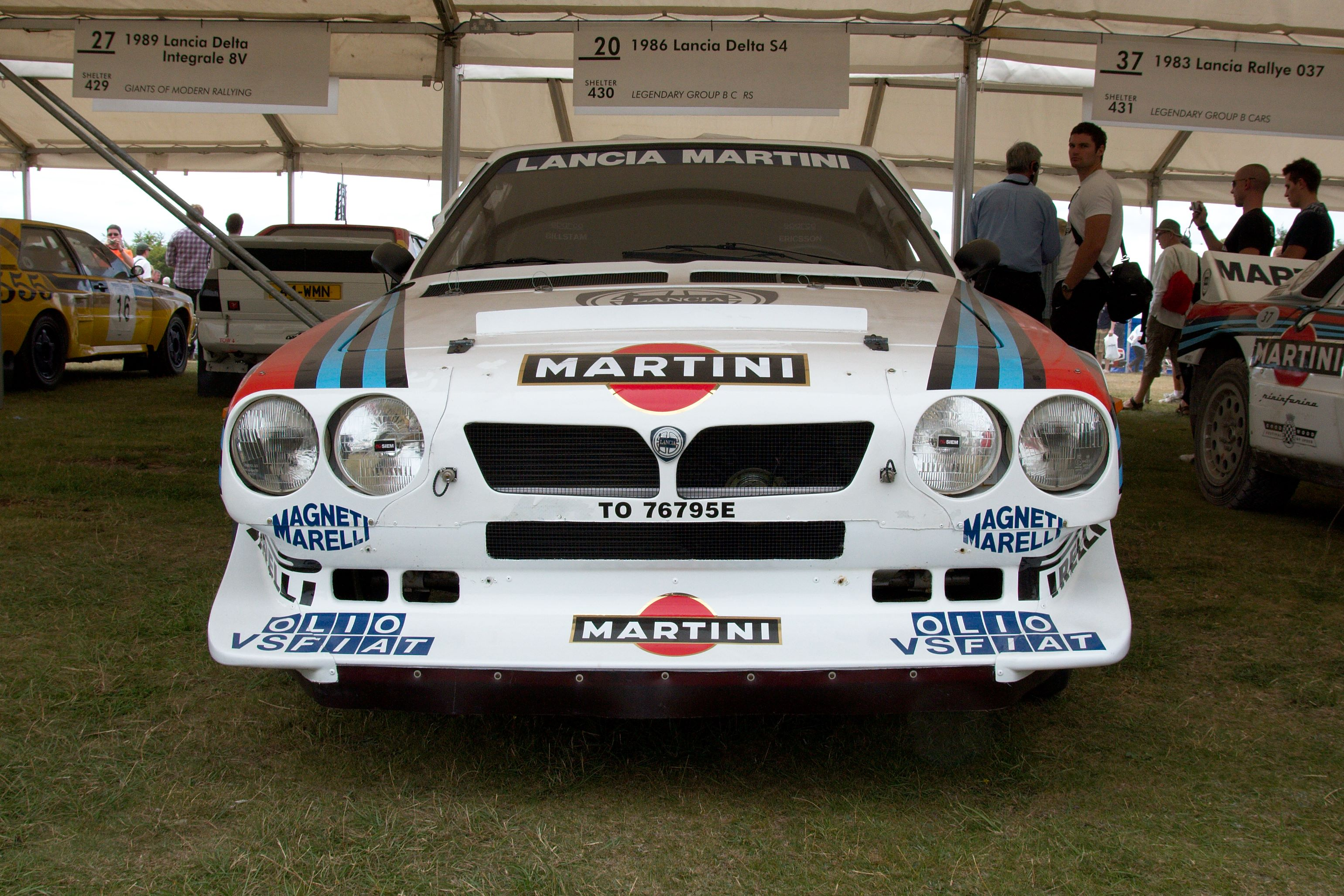
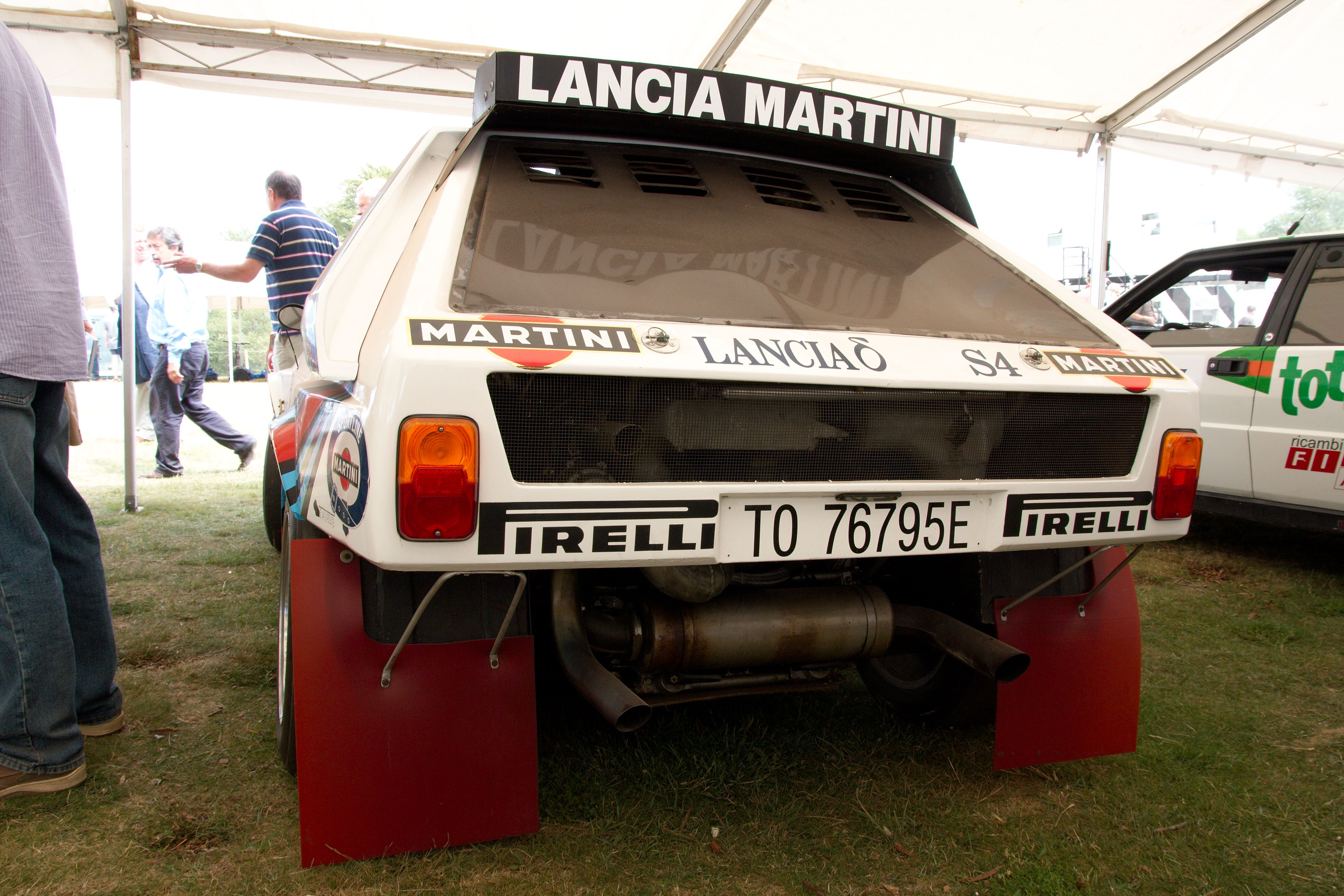
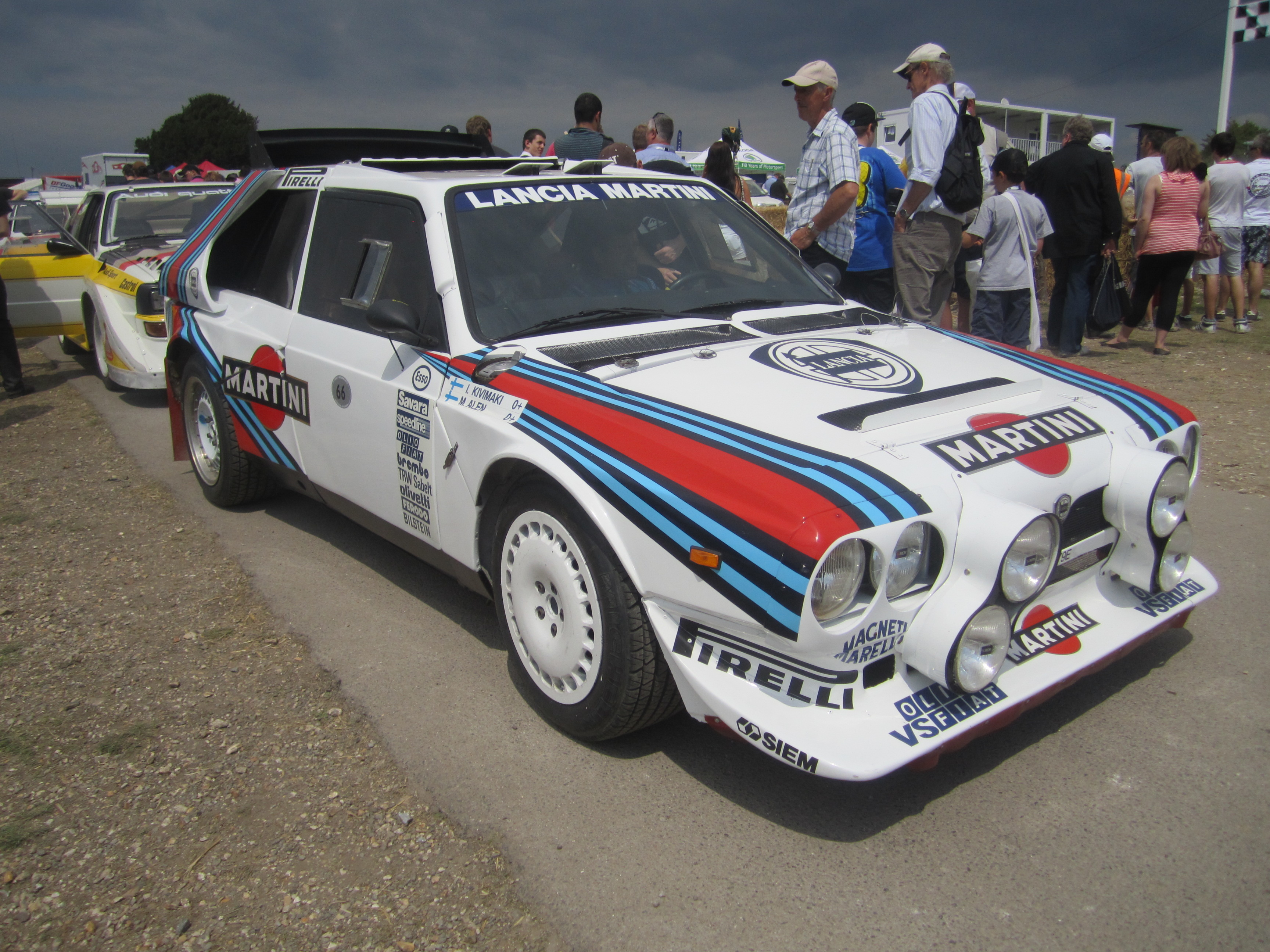
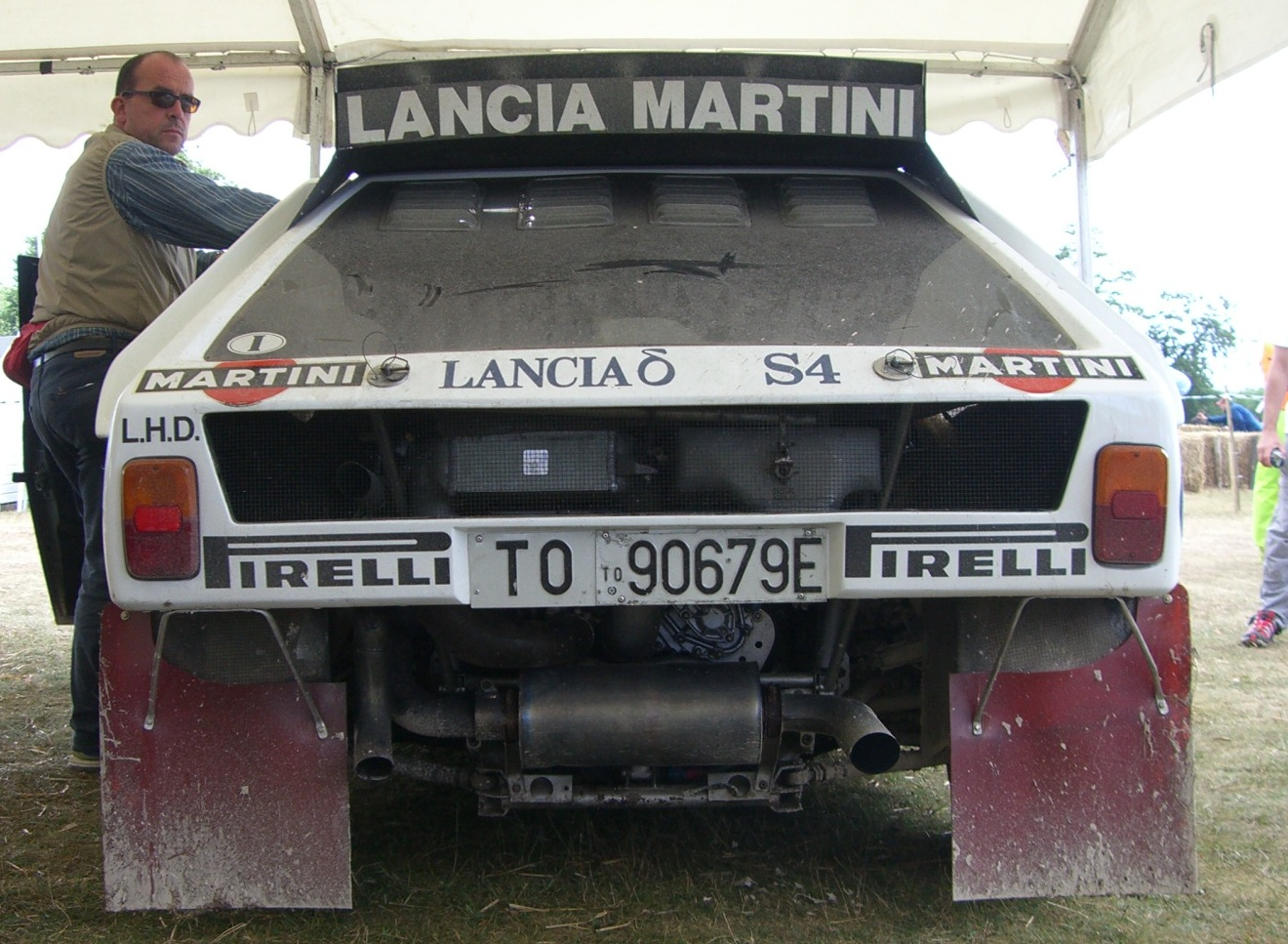

## Specificaties
| Lancia Delta S4       | Lancia Delta S4      | Lancia Delta S4                               |
| --------------------- | -------------------- | --------------------------------------------- |
| Carrosserie           | Merk                 | Lancia                                        |
| Carrosserie           | Type                 | Delta S4                                      |
| Carrosserie           | Body                 | Hatchback, 2-deurs                            |
| Carrosserie           | Materiaal            | Kevlar en plastic                             |
|                       |                      |                                               |
| Afmetingen en gewicht | Lengte               | 3990 mm                                       |
| Afmetingen en gewicht | Breedte              | 1880 mm                                       |
| Afmetingen en gewicht | Hoogte               | 1400 mm                                       |
| Afmetingen en gewicht | Wielbasis            | 2440 mm                                       |
| Afmetingen en gewicht | Spoorbreedte voor    | 1510 mm                                       |
| Afmetingen en gewicht | Spoorbreedte achter  | 1535 mm                                       |
| Afmetingen en gewicht | Gewicht              | 890 kg                                        |
|                       |                      |                                               |
| Technisch             | Motor                | 4 cilinder in-lijn, Turbo en kompressor       |
| Technisch             | Motor positie        | Centraal, longitudinaal                       |
| Technisch             | Capaciteit           | 1759 cc                                       |
| Technisch             | Boring × Slag        | 88,5 × 71,5                                   |
| Technisch             | Ventielen per cil.   | 4                                             |
| Technisch             | Nokkenas             | Dubbel bovenliggend                           |
| Technisch             | Vermogen             | 550 Pk/8400 tpm                               |
| Technisch             | Max. koppel          | 490 Nm/5000 tpm                               |
| Technisch             | Compressieverhouding | 7.0:1                                         |
| Technisch             | Verbranding          | Injectie                                      |
| Technisch             | Transmissie          | Handmatige 5-versnellingsbak                  |
| Technisch             | Aandrijving          | 4x4                                           |
| Technisch             | Ophanging            | Dubbele draagarm en hydraulische schokbrekers |

## Complete resultaten in het Wereldkampioenschap Rally
| Seizoen | Rijders         | 1   | 2   | 3   | 4   | 5   | 6   | 7   | 8   | 9   | 10  | 11  | 12  | 13  | Pos. | Punten |
| ------- | --------------- | --- | --- | --- | --- | --- | --- | --- | --- | --- | --- | --- | --- | --- | ---- | ------ |
| 1985    |                 | MON | ZWE | POR | KEN | FRA | GRI | NZL | ARG | FIN | ITA | IVK | GBR |     | 3    | 70     |
| 1985    | Markku Alén     |     |     |     |     |     |     |     |     |     |     |     | 2   |     | 3    | 70     |
| 1985    | Henri Toivonen  |     |     |     |     |     |     |     |     |     |     |     | 1   |     | 3    | 70     |
| 1986    |                 | MON | ZWE | POR | KEN | FRA | GRI | NZL | ARG | FIN | IVK | ITA | GBR | VST | 2    | 122    |
| 1986    | Markku Alén     | NF  | 2   | NF  |     | NF  | NF  | 2   | 2   | 3   |     | 1   | 2   | 1   | 2    | 122    |
| 1986    | Henri Toivonen  | 1   | NF  | NF  |     | NF  |     |     |     |     |     |     |     |     | 2    | 122    |
| 1986    | Miki Biasion    | NF  |     | NF  |     | NF  | 2   | 3   | 1   |     |     | 3   |     |     | 2    | 122    |
| 1986    | Mikael Ericsson |     |     |     |     |     | NF  | 4   |     | 5   |     |     | NF  |     | 2    | 122    |
| 1986    | Jorge Recalde   |     |     |     |     |     |     |     | 4   |     |     |     |     |     | 2    | 122    |
| 1986    | Kalle Grundel   |     |     |     |     |     |     |     |     | 6   |     |     |     |     | 2    | 122    |
| 1986    | Dario Cerrato   |     |     |     |     |     |     |     |     |     |     | 2   |     |     | 2    | 122    |

- Noot: De resultaten van de Rally van San Remo 1986 werden geannuleerd, de punten werden niet meegenomen in het kampioenschap.